# Граттери
Граттери (итал. Gratteri) — коммуна в Италии, располагается в регионе Сицилия, в провинции Палермо.
Население составляет 1081 человек (2008 г.), плотность населения составляет 28 чел./км². Занимает площадь 38 км². Почтовый индекс — 90010. Телефонный код — 0921.
Покровителем коммуны почитается святой апостол Иаков Старший, празднование 25 июля.

## Демография
Динамика населения:

## Администрация коммуны
- Официальный сайт: